# Euandroblatta strigosa
Euandroblatta strigosa är en kackerlacksart som först beskrevs av Hermann Rudolph Schaum 1853.  Euandroblatta strigosa ingår i släktet Euandroblatta och familjen småkackerlackor.
Artens utbredningsområde är Moçambique. Inga underarter finns listade i Catalogue of Life.